# دسموپرسین
دسموپرسین (به انگلیسی: Desmopressin)
رده درمانی: داروهای هورمونی .
اشکال دارویی: افشانه بینی

## موارد مصرف
دسموپرسین نوع ساختگی هورمون وازوپرسین طبیعی بدن است و در درمان دیابت بی‌مزه مصرف می شود. دسموپرسین در درمان شب ادراری اولیه (در کودکان) و در شب ادراری همراه با اسکلروز مولتیپل نیز استفاده می‌شود. تزریق دسموپرسین، فاکتورهای انعقادی را در بیماری هموفیلی خفیف نوع A تقویت می‌نماید و بالاخره در پرنوشی موقت و پرادراری همراه با تروما یا جراحی در ناحیه هیپوفیز، بیماری فون‌ویل براند نوع I، سردرد Post-lumbar puncture، تشخیص دیابت بی‌مزه نوروژنیک، تست ارزیابی عملکرد کلیوی و نیز تست پاسخ فیبرینولیتیک به‌کار می‌رود.

## مکانیسم اثر
دسموپرسین آنالوگ وازوپرسین یا آنتی دیورتیک هورمون (ADH) میباشد. بنابراین با افزایش نفوذپذیری سلولی در مجاری جمع کننده ادرار موجب افزایش بازجذب آب در کلیه و نتیجتاً افزایش اسمولالیته ادرار و کاهش‌ همزمان برون ده ادراری می‌شود. دسموپرسین اثرات آنتی هموراژیک خود را از طریق افزایش سطوح پلاسمایی‌ فاکتور انعقادی ۸ (فاکتور آنتی هموفیلیک) و افزایش فعالیت فاکتور فون‌ویل براند و احتمالا اثر مستقیم بر جدار عروق خونی‌ اعمال می‌نماید.

## عوارض جانبی
این دارو معمولاً عوارض ناخواسته چندانی ایجاد نمی‌کند. ممکن است خواب آلودگی، تهوع، افزایش وزن و افزایش خفیف فشار خون در برخی بیماران دیده می‌شود.

## موارد منع مصرف و توجهات
مصرف دسموپرسین شیرخواران توصیه نمیشود و در بیماران های قلبی_عروقی و فشار خون بالا نیز با با احتیاط از این دارو استفاده شود. مصرف این دارو در هیپوناترمیمنع مصرف نسبی دارد و باید با نهایت احتیاط تجویز و مصرف شود.
طی درمان با این دارو باید غلظت سدیم خون برسی شود و مددجو از نظر احتباس آب برسی شود.